# Sungai Kaso
Sungai Kaso är ett vattendrag i Indonesien.   Det ligger i provinsen Kalimantan Timur, i den nordvästra delen av landet, 1 100 km nordost om huvudstaden Jakarta.